# Ludowy Front Wyzwolenia Libii
Ludowy Front Wyzwolenia Libii (arab. ‏الجبهة الشعبية لتحرير ليبيا‎) – libijska zbrojna organizacja i partia polityczna powstała 26 grudnia 2016 roku, która zrzesza lojalistów Kaddafiego, przywódcy Libii w latach 1969–2011. Członkowie zbrojnej organizacji walczyli w wojnie domowej w Libii. 
Politycznym liderem Ludowego Frontu Wyzwolenia Libii jest Sajf al-Islam al-Kaddafi, drugi syn zamordowanego w 2011 roku Mu’ammar al-Kaddafiego. 
14 listopada 2021 roku lider partii Sajf al-Islam al-Kaddafi zarejestrował się jako kandydat w wyborach prezydenckich w Libii w 2022 roku. 

## Ideologia
Partia głosi, że przyczyną wybuchu rewolucji z 2011 roku, która doprowadziła do obalenia rządów Kaddafiego był spisek przeciwko Libii. Jej celem jest „uwolnienie”  Libii od organizacji terrorystycznych.